# Emőke Szőcs
Emőke Szőcs (n. 20 octombrie 1985, Miercurea Ciuc, România) este o biatlonistă și fondistă maghiară, anterior română.

## Biografie
S-a născut în România, dar face parte din etnia maghiară. A intrat în echipa națională a României în 2002. Formată la clubul din orașul său natal, Miercurea Ciuc, și-a făcut debutul în Cupa Mondială în 2006.
În noiembrie 2011 a început să concureze sub culorile Ungariei, după ce nu a reușit să fie selecționată pentru Jocurile Olimpice de iarnă din 2010. În Cupa Mondială de biatlon, a obținut cel mai bun rezultat în 2013, la Soci, ocupând locul 47 în proba de sprint.
La Jocurile Olimpice de iarnă din 2014 și-a împlinit visul de a participa la acest eveniment mondial, clasându-se pe locul 67 în proba de sprint și pe locul 69 în proba individuală. Szőcs a fost selecționată de cinci ori pentru Campionatele Mondiale de biatlon între 2012 și 2017, obținând cel mai bun rezultat în 2015, la Kontiolahti, unde a ocupat locul 63 în proba de sprint.
Ea a fost activă și pe plan internațional în schiul fond, participând la Campionatele Mondiale din 2013, 2015 și 2017. În 2018, a luat startul la Jocurile Olimpice de la Pyeongchang în proba de schi fond, neputând să se califice în biatlon din cauza lipsei unui loc disponibil. S-a clasat pe locul 77 în proba de zece kilometri liber. Aceasta a fost ultima sa competiție majoră în schiul nordic.

## Palmares

### Biatlon

#### Jocurile Olimpice de iarnă
| Probă / Ediție                      | Individual | Sprint | Urmărire | Start în bloc | Ștafetă | Ștafetă mixtă |
| ----------------------------------- | ---------- | ------ | -------- | ------------- | ------- | ------------- |
| Jocurile Olimpice 2014 Rusia - Soci | 69         | 67     | —        | —             | —       | —             |

#### Campionatele Mondiale
| Probă / Ediție                               | Individual | Sprint | Urmărire | Start în bloc | Ștafetă | Ștafetă mixtă |
| -------------------------------------------- | ---------- | ------ | -------- | ------------- | ------- | ------------- |
| Mondialele 2012 Germania - Ruhpolding        | 100        | 71     | —        | —             | —       | —             |
| Mondialele 2013 Cehia – Nové Město na Moravě | 92         | 82     | —        | —             | —       | —             |
| Mondialele 2015 Finlanda – Kontiolahti       | 91         | 63     | —        | —             | —       | —             |
| Mondialele 2016 Norvegia – Oslo              | 87         | 70     | —        | —             | —       | —             |
| Mondialele 2017 Austria – Hochfilzen         | 98         | 99     | —        | —             | —       | —             |

### Schi fond

#### Jocurile Olimpice de iarnă
| Probă / Ediție                      | Sprint                            | 10 km liber | Skiatlon 2 × 7,5 km | 30 km clasic                      | 30 km liber | Ștafetă 4 × 5 km |
| ----------------------------------- | --------------------------------- | ----------- | ------------------- | --------------------------------- | ----------- | ---------------- |
| JO 2018 Coreea de Sud – Pyeongchang | Probă inexistentă la această dată | —           | 77                  | Probă inexistentă la această dată | —           | —                |

#### Campionatele Mondiale
| Probă / Ediție                         | Sprint                            | 10 km clasic                      | Skiatlon 2 × 7,5 km               | 30 km clasic                      | 30 km liber | Ștafetă 4 × 5 km |
| -------------------------------------- | --------------------------------- | --------------------------------- | --------------------------------- | --------------------------------- | ----------- | ---------------- |
| Mondialele 2013 Italia – Val di Fiemme | Probă inexistentă la această dată | 78                                | 69                                | Probă inexistentă la această dată | —           | 23               |
| Mondialele 2015 Suedia – Falun         | Probă inexistentă la această dată | —                                 | 61                                | Probă inexistentă la această dată | —           | 19               |
| Mondialele 2017 Finlanda – Lahti       | 53                                | Probă inexistentă la această dată | Probă inexistentă la această dată | —                                 | —           | —                |